# Nissan R88C
Der Nissan R88C ist ein Sportwagen-Prototyp der Gruppe C, der 1988 hergestellt wurde. Es handelt sich dabei nicht um eine Neuentwicklung, vielmehr wurde das March-Chassis aus den Vorgängern R86V und R87E modifiziert und mit einem neuen Motor bestückt. Von dieser Baureihe wurden 4 Fahrzeuge produziert.
Eingesetzt wurde der R88C in der All Japan Sports Prototype Championship (JSPC), dem 24-Stunden-Rennen von Le Mans und für kurze Zeit auch in der World Sports Prototype Championship (WSPC).

## Entwicklung
Als Basis diente das bekannte Aluminium-Monocoque-Chassis von je zwei R86V sowie R87E, das ursprünglich von March stammte. Es wurde von Nismo auf den neuen 3,0-Liter V8-Motor (VRH30) mit Biturboaufladung angepasst, der den vorher eingesetzten und VEJ30 genannten V8 gleichen Hubraums ersetzen sollte. Das VRH30-Triebwerk war aus seinem Vorgänger heraus entstanden und unterschied sich von diesem mechanisch nur durch eine andere Kurbelwelle. Zusätzlich wurde der Radstand verlängert und eine aerodynamisch ausgefeiltere Karosserie angebracht, die von Nismo neu entwickelt wurde.

## Renneinsätze

### 1988
In der JSPC erreichte Masahiro Hasemi im ersten und fünften Lauf einen 3. Platz. Die Gesamtwertung wies für Hasemi zum Meisterschaftsende einen 11. Platz aus, dieser war zugleich das beste Ergebnis für Nissan.
Im 24-Stunden-Rennen von Le Mans 1988 ging das Nissan-Werksteam mit zwei R88C an den Start, die sich im Qualifying die Plätze 15 und 23 sichern konnten. Ins Ziel kam indes nur ein Wagen, der im Klassement den 14. Platz belegte. Das zweite Fahrzeug fiel nach 21 Stunden mit einem Motorschaden aus.

### 1989
In der JSPC konnte ein 3. Platz im zweiten Lauf in Fuji erzielt werden. Nach diesem Rennen startete das neue Modell R89C als Ersatz für den R88C.
1989 wurde der R88C erstmals auch in der WSPC eingesetzt. Im ersten Lauf reichte es für einen 4. Platz, danach wurde er durch sein Nachfolgemodell ersetzt.